# Chullo

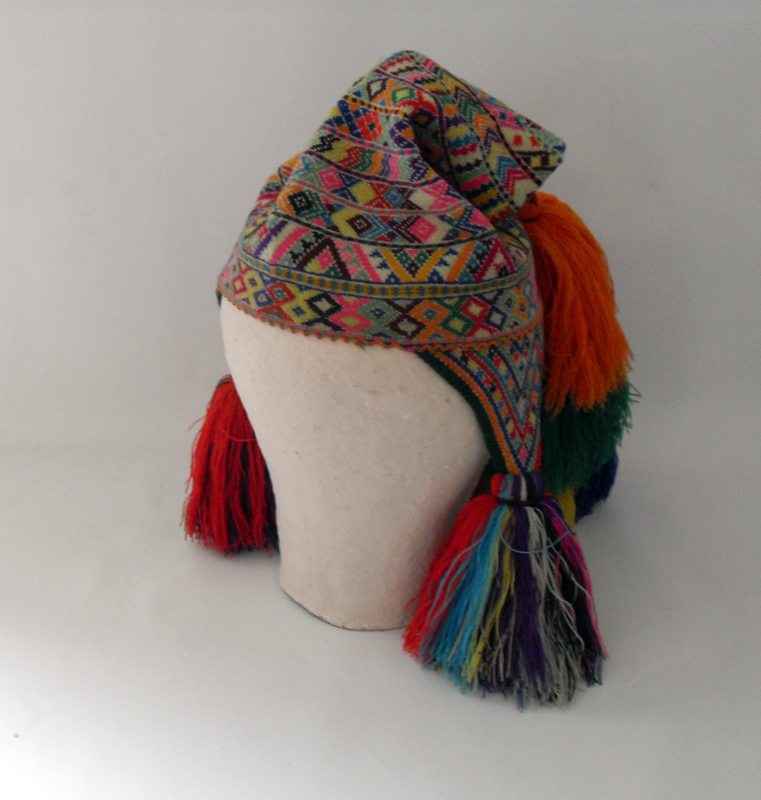
Chullo

Chullo [ˈtʃuʎo]IPA je čepice nošená v andských zemích: Peru, Bolívie, Chile, Argentina a Ekvádor. Vyrábí se z vlny lam nebo ovcí a je opatřena klapkami na uši, které se někdy dají i zavázat pod bradou. Materiál na nejkvalitnější chulla poskytuje lama alpaka. Původně se čepice pletly ručně, stále více se však uplatňuje strojová výroba a syntetické materiály.
Andští indiáni považují čepici za svůj kulturní symbol a datují její vznik do doby huarijské kultury. Etnograf Arturo Jiménez Borja však ve své knize Indumentaria Tradicional Andina soudí, že ji do Peru přinesli španělští dobyvatelé a místní lidé si ji pak upravili pro drsné podmínky puny.
Podoba čepice se liší podle regionu, peruánská chullos jsou tradičně pestřejší a zdobenější než chilská. V okolí Cuzca ukazuje vzorování chulla také na sociální postavení svého nositele.